# Flieth-Stegelitz

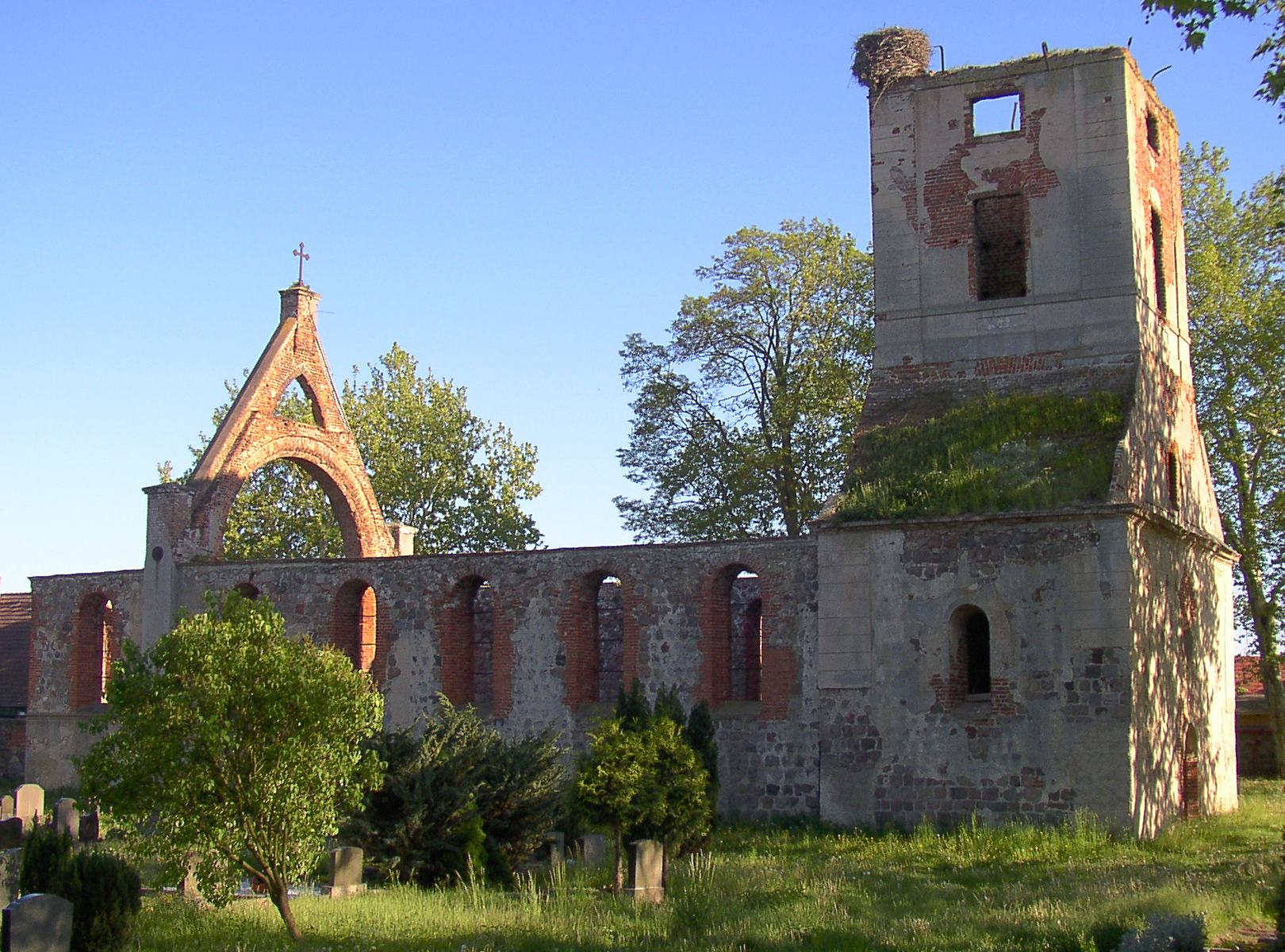
Kerk in Flieth

Flieth-Stegelitz is een gemeente in de Duitse deelstaat Brandenburg, en maakt deel uit van de Landkreis Uckermark. Met vier andere gemeenten maakt de gemeente deel uit van het Amt Gerswalde.
Flieth-Stegelitz telt 516 inwoners.